# Morderczy rój
Morderczy rój (fr. Panique!) – francuski film katastroficzny z 2009 roku. Zdjęcia kręcono w Beaucaire i Uzès w departamencie Gard.

## Treść
Akcja toczy się w małym francuskim miasteczku. W trakcie organizowanego tam święta kwiatów dochodzi do ataków pszczół na ludzi. Władze nie są w stanie ustalić przyczyn niespotykanego dotąd zachowania tych owadów. Biolog dr Francois wraz z towarzyszącą mu Clementine próbują poznać źródło katastrofy, zanim będzie za późno. 

## Obsada
- Richard Anconina : François
- Alessandra Martines : Clémentine
- Clara Ponsot : Garance
- Pierre Derenne : Arthur
- Charlie Dupont : Patrick
- Jean-Baptiste Puech : Quentin
- Liliane Rovère : Marie
- Yves Verhoeven : Thibaud